# محب كاسر
محب كاسر (22 سبتمبر 1946 - 18 ديسمبر 2021)، ممثل مصري.

## حياته
محب كاسر من مواليد مركز إسنا بمحافظة قنا. بدأ مشواره الفني في بداية ستينيات القرن العشرين بمشاركته في فيلم «يوم الحساب» إنتاج العام 1962، واستمر في أداء الأدوار الصغيرة و التي انحصرت غالباً في دور الحارس أو البواب أو الغفير الصعيدي حتى مطلع ثمانينيات القرن المذكور، عندما تفرغ للتلفزيون.

## أهم الأعمال
- دموع في عيون وقحة - عام 1980.[5]
- محمد رسول الله - عام 1983.[3]
- عائلة الأستاذ شلش - عام 1985.
- ليالي الحلمية - عام 1987.[6]
- عفاريت السيالة - عام 2004.[7]
- بدون ذكر أسماء - عام 2013.[8]
- البحث عن فضيحة - عام 1973.[9]
- فيلم الثأر - عام 1982.[10]

## وفاته
توفي في يوم 18 ديسمبر عام 2021 عن عمر ناهز 75 عاماً بعد صراع مع مرض السرطان.

## روابط خارجية
- محب كاسر على موقع الدهليز
- محب كاسر على موقع قاعدة بيانات الأفلام العربية